# Крістофер Гітченс
Крі́стофер Е́рік Гі́тченс (англ. Christopher Eric Hitchens; 13 квітня 1949, м. Портсмут, Велика Британія — 15 грудня 2011, Х'юстон, Техас, США) — англо-американський письменник, журналіст та літературний критик. Довгий час працював журналістом та коментатором в таких журналах, як «Нейшен», «Веніті Феар» та інших. Відомий завдяки біографічним працям про Томаса Джефферсона, Джорджа Орвелла та публіцистичним працям атеїстичного спрямування.

## Біографія
Крістофер Гітченс народився в місті Портсмут у родині Івонн Джін та Ернеста Еріка Гітченса, службовців Королівського флоту Великої Британії. Під час служби батька у флоті, сім'я часто переїзджала по різних місцях у Європі та Великій Британії. Другою дитиною у сім'ї був молодший брат Пітер Гітченс, який народився у 1951 році під час служби батька на Мальті.
Освіту здобував спочатку у коледжі Лейз в Кембриджі, а потім у коледжі Бейлліол в Оксфорді, вивчав філософію, економіку і політику. Ще підлітком захоплювався творами Джорджа Орвелла, Федора Достоєвського і іншими. У студентські роки активно виступав проти війни у В'єтнамі, засуджував расизм, гонку ядерних озброєнь.
У 1965 році Гітченс вступив до Лейбористської партії, проте за занадто активну протестну діяльність проти війни у В'єтнамі був виключений з лав партії у 1967 році. У студентські роки, під час акцій громадянської непокори неодноразово арештовувався. По закінченні навчання працював кореспондентом у журналі Міжнародний соціалізм, співпрацював з соціалістичними та троцькістськими організаціями та активістами. Публікувався у різних виданнях, де почав виступати з критикою Генрі Кіссинджера та католицької церкви.
У 1981 році Гітченс емігрував до США, де почав працювати у журналі The Nation, піддавав гострій критиці американського президента Рональда Рейгана, його наступника Джорджа Буша та взагалі американську зовнішню політику у Південній та Центральній Америці. Під час вторгнення США в Ірак, виступив з підтримкою війни і через це вимушений був залишити цей журнал. Своє ставлення щодо війни в Іраку висловив у декількох есе та статтях, які привернули неябияку увагу громадськості. У 2005 році був визнаний у пресі як один із 100 найбільш значимих інтелектуалів сучасності.
Найбільшого визнання як автор Гітченз отримав після виходу його книги «Бог не великий». За цю книгу у 2007 році висувався на Національну книжкова премію. У книзі і у численних виступах на телебаченні та перед аудиторією зажив слави як один з провідних атеїстів, критиків релігії. Серед іншого, також написав біографічні твори про Джорджа Орвелла та Томаса Джефферсона. Останньою книжкою стали власні мемуари — «Hitch 22», які були опубліковані у 2010 році. Помер 15 грудня 2011 року від запалення легень, яке виникло після невдалого лікування раку стравоходу.

## Особисте життя
Крістофер Гітченс був двічі одружений і мав трьох дітей. Він був бісексуалом.